# لواء قصبة عجلون
لواء قصبة عجلون هو تقسم إداري ثاني يتبع محافظة عجلون شمال الأردن، مركزه مدينة عجلون. بلغ عدد سكانه في عام 2016 حوالي 138,000 نسمة.

## التقسيم الإداري
يُقسم هذا اللواء إلى كل من الأقضية التالية:
- قضاء عجلون: مركزه مدينة عجلون.
- قضاء صخرة: مركزه مدينة صخرة.
- قضاء عرجان: مركزه بلدة عرجان.